# Copa do Mundo de Ginástica Artística de 2023
O circuito da Copa do Mundo da FIG de Ginástica Artística de 2023 é uma série de competições oficialmente organizadas e promovidas pela Federação Internacional de Ginástica (FIG) em 2023.

## Calendário

### Séries da Copa do Mundo
| Data               | Local   | Evento                    | Tipo              |
| ------------------ | ------- | ------------------------- | ----------------- |
| 23–26 de fevereiro | Cottbus | Copa do Mundo FIG de 2023 | C III – Aparelhos |
| 1–4 de março       | Doha    | Copa do Mundo FIG de 2023 | C III – Aparelhos |
| 9–12 de março      | Baku    | Copa do Mundo FIG de 2023 | C III – Aparelhos |
| 27–30 de abril     | Cairo   | Copa do Mundo FIG de 2023 | C III – Aparelhos |

### Séries da Copa do Mundo Challenge
| Data              | Local       | Evento                       | Tipo              |
| ----------------- | ----------- | ---------------------------- | ----------------- |
| 25–28 de maio     | Varna       | FIG World Challenge Cup 2023 | C III – Aparelhos |
| 1–4 de junho      | Tel-Aviv    | FIG World Challenge Cup 2023 | C III – Aparelhos |
| 8–11 de junho     | Koper       | FIG World Challenge Cup 2023 | C III – Aparelhos |
| 1–3 de setembro   | Mersin      | FIG World Challenge Cup 2023 | C III – Aparelhos |
| 8–10 de outubro   | Szombathely | FIG World Challenge Cup 2023 | C III – Aparelhos |
| 16–17 de setembro | Paris       | FIG World Challenge Cup 2023 | C III – Aparelhos |

## Medalhistas

### Masculino

#### Séries da Copa do Mundo
| Competição | Evento           | Ouro                   | Prata                      | Bronze                          |
| ---------- | ---------------- | ---------------------- | -------------------------- | ------------------------------- |
| Cottbus    | Solo             | Artem Dolgopyat        | Milan Hosseini Kazuma Kaya | Não premiado                    |
| Cottbus    | Cavalo com Alças | Abdulla Azimov         | Gagik Khachikyan           | Nariman Kurbanov                |
| Cottbus    | Argolas          | Eleftherios Petrounias | Mahdi Ahmad Kohani         | Artur Avetisyan                 |
| Cottbus    | Salto            | Artur Davtyan          | Mahdi Olfati               | Shek Wai Hung                   |
| Cottbus    | Barras Paralelas | Illia Kovtun           | Matteo Levantesi           | Carlos Edriel Yulo              |
| Cottbus    | Barra Fixa       | Shohei Kawakami        | Carlo Macchini             | Kazuma Kaya                     |
| Doha       | Solo             | Carlos Yulo            | Kazuki Minami              | Luke Whitehouse                 |
| Doha       | Cavalo com Alças | Nariman Kurbanov       | Rhys McClenaghan           | Shiao Yu-jan                    |
| Doha       | Argolas          | Liu Yang               | Adem Asil                  | Nikita Simonov                  |
| Doha       | Salto            | Artur Davtyan          | Igor Radivilov             | Carlos Yulo                     |
| Doha       | Barras Paralelas | Illia Kovtun           | Carlos Yulo                | Ferhat Arican                   |
| Doha       | Barra Fixa       | Yuya Kamoto            | Tin Srbić                  | Ahmed Elmaraghy                 |
| Baku       | Solo             | Milad Karimi           | Illia Kovtun               | Riley Loos                      |
| Baku       | Cavalo com Alças | Nariman Kurbanov       | Rhys McClenaghan           | Matvei Petrov                   |
| Baku       | Argolas          | Nikita Simonov         | Mahdi Ahmad Kohani         | Vinzenz Höck                    |
| Baku       | Salto            | Carlos Yulo            | Harry Hepworth             | Shek Wai-hung                   |
| Baku       | Barras Paralelas | Carlos Yulo            | Illia Kovtun               | Cameron-Lie Bernard             |
| Baku       | Barra Fixa       | Alexander Myakinin     | Kazuki Matsumi             | Tin Srbić                       |
| Cairo      | Solo             | Illia Kovtun           | Aurel Benović              | Eamon Montgomery                |
| Cairo      | Cavalo com Alças | Lee Chih-kai           | Gagik Khachikyan           | Illia Kovtun Harutyun Merdinyan |
| Cairo      | Argolas          | Nikita Simonov         | Salvatore Maresca          | Artur Avetisyan                 |
| Cairo      | Salto            | Artur Davtyan          | Nazar Chepurnyi            | Ondrej Kalny                    |
| Cairo      | Barras Paralelas | Illia Kovtun           | Mohamed Afify              | Nicolò Mozzato                  |
| Cairo      | Barra Fixa       | Illia Kovtun           | Maxime Gentges             | Casimir Schmidt                 |

##### Vencedores das séries da Copa do Mundo de 2023
| Aparelho         | Vencedor         |
| ---------------- | ---------------- |
| Solo             | Milad Karimi     |
| Cavalo com Alças | Nariman Kurbanov |
| Argolas          | Nikita Simonov   |
| Salto            | Artur Davtyan    |
| Barras Paralelas | Illia Kovtun     |
| Barra Fixa       | Illia Kovtun     |

#### Séries da Copa do Mundo Challenge
| Competição  | Evento           | Ouro                               | Prata               | Bronze              |
| ----------- | ---------------- | ---------------------------------- | ------------------- | ------------------- |
| Varna       | Solo             | Eddie Penev                        | Botond Molnár       | Emil Akhmejanov     |
| Varna       | Cavalo com Alças | Matvei Petrov                      | Abdulla Azimov      | Artur Davtyan       |
| Varna       | Argolas          | Artur Avetisyan                    | Mehmet Ayberk       | Artur Davtyan       |
| Varna       | Salto            | Artur Davtyan                      | Sebastian Sponevik  | Dusan Dordevic      |
| Varna       | Barras Paralelas | Rasuljon Abdurakhimov              | Yordan Aleksandrov  | Jermain Gruenberg   |
| Varna       | Barra Fixa       | Sofus Heggemsnes                   | Yordan Aleksandrov  | Dávid Vecsernyés    |
| Tel-Aviv    | Solo             | Krisztofer Mészáros                | Nicolau Mir         | Eliran Ioscovich    |
| Tel-Aviv    | Cavalo com Alças | Eyal Indig                         | Krisztofer Mészáros | Glenn Trebing       |
| Tel-Aviv    | Argolas          | Vinzenz Höck                       | Néstor Abad         | Zachary Perillo     |
| Tel-Aviv    | Salto            | Krisztofer Mészáros                | Botond Molnár       | Pavel Gulidov       |
| Tel-Aviv    | Barras Paralelas | Ahmet Önder                        | Krisztofer Mészáros | Thierno Diallo      |
| Tel-Aviv    | Barra Fixa       | Néstor Abad                        | Alexander Myakinin  | Glenn Trebing       |
| Osijek      | Solo             | Eddie Penev                        | Ahmet Önder         | Krisztofer Mészáros |
| Osijek      | Cavalo com Alças | Gagik Khachikyan                   | Artur Davtyan       | Illia Kovtun        |
| Osijek      | Argolas          | Artur Avetisyan                    | Arthur Zanetti      | Caio Souza          |
| Osijek      | Salto            | Artur Davtyan                      | Caio Souza          | Emil Akhmejanov     |
| Osijek      | Barras Paralelas | Illia Kovtun                       | Ferhat Arıcan       | Caio Souza          |
| Osijek      | Barra Fixa       | Caio Souza                         | Arthur Mariano      | Tin Srbić           |
| Mersin      | Solo             | Ahmet Önder                        | Cameron Lynn        | Benedek Tomcsányi   |
| Mersin      | Cavalo com Alças | Ahmad Abu Al-Soud                  | Oleg Verniaiev      | Oskar Kirmes        |
| Mersin      | Argolas          | Nikita Simonov                     | Mehmet Koşak        | Igor Radivilov      |
| Mersin      | Salto            | Nazar Chepurnyi                    | Abdulaziz Mirvaliev | Igor Radivilov      |
| Mersin      | Barras Paralelas | Oleg Verniaiev                     | Nazar Chepurnyi     | Ahmet Önder         |
| Mersin      | Barra Fixa       | Ahmet Önder                        | Tin Srbić           | Krisztián Balázs    |
| Szombathely | Solo             | Krisztofer Mészáros                | Eddie Penev         | Luca Murabito       |
| Szombathely | Cavalo com Alças | Matvei Petrov                      | Oleg Verniaiev      | Radomir Sliž        |
| Szombathely | Argolas          | Vinzenz Höck                       | Sokratis Pilakouris | Daniel Villafañe    |
| Szombathely | Salto            | Nazar Chepurnyi                    | Luca Murabito       | Botond Molnár       |
| Szombathely | Barras Paralelas | Oleg Verniaiev                     | Krisztofer Mészáros | Nazar Chepurnyi     |
| Szombathely | Barra Fixa       | Ilias Georgiou                     | Marios Georgiou     | Krisztofer Mészáros |
| Paris       | Solo             | Hiramatsu Koga                     | Benjamin Osberger   | Luke Whitehouse     |
| Paris       | Cavalo com Alças | Max Whitlock                       | Rhys McClenaghan    | Edoardo de Rosa     |
| Paris       | Argolas          | Courtney Tulloch Salvatore Maresca | —                   | Vinzenz Höck        |
| Paris       | Salto            | Harry Hepworth                     | Leo Saladino        | José López          |
| Paris       | Barras Paralelas | Lukas Dauser                       | Mitchell Morgans    | Cameron-Lie Bernard |
| Paris       | Barra Fixa       | Tang Chia-hung                     | Arthur Mariano      | Bernardo Actos      |

### Feminino

#### Séries da Copa do Mundo
| Competição | Evento              | Ouro              | Prata              | Bronze             |
| ---------- | ------------------- | ----------------- | ------------------ | ------------------ |
| Cottbus    | Salto               | Manila Esposito   | Ruby Evans         | Oksana Chusovitina |
| Cottbus    | Barras Assimétricas | Alice D'Amato     | Meolie Jauch       | Tisha Volleman     |
| Cottbus    | Trave               | Mana Okamura      | Urara Ashikawa     | Ana Filipa Martins |
| Cottbus    | Solo                | Kokofugata Azuki  | Manila Esposito    | Ruby Evans         |
| Doha       | Salto               | Coline Devillard  | Camille Rasmussen  | Oksana Chusovitina |
| Doha       | Barras Assimétricas | Anna Lashchevska  | Nathalie Westlund  | Serita Mikako      |
| Doha       | Trave               | Sabrina Voinea    | Anna Lashchevska   | Emma Malewski      |
| Doha       | Solo                | Sabrina Voinea    | Chiaki Hatakeda    | Breanna Scott      |
| Baku       | Salto               | Coline Devillard  | Oksana Chusovitina | Yu Linmin          |
| Baku       | Barras Assimétricas | Qiu Qiyuan        | Giorgia Villa      | Sanna Veerman      |
| Baku       | Trave               | Giorgia Villa     | Marine Boyer       | Anna Lashchevska   |
| Baku       | Solo                | Marine Boyer      | Arianna Belardelli | Sevgi Kayisoglu    |
| Cairo      | Salto               | Joscelyn Roberson | Asia D'Amato       | Hillary Heron      |
| Cairo      | Barras Assimétricas | Alice D'Amato     | Giorgia Villa      | Erika Pinxten      |
| Cairo      | Trave               | Giorgia Villa     | Joscelyn Roberson  | Erika Pinxten      |
| Cairo      | Solo                | Joscelyn Roberson | Alice D'Amato      | Rifda Irfanaluthfi |

##### Vencedoras das séries da Copa do Mundo de 2023
| Aparelhos           | Vencedora          |
| ------------------- | ------------------ |
| Salto               | Oksana Chusovitina |
| Barras Assimétricas | Alice D'Amato      |
| Trave               | Giorgia Villa      |
| Solo                | Alice D'Amato      |

#### Séries da Copa do Mundo Challenge
| Competição  | Evento              | Ouro                        | Prata                  | Bronze                 |
| ----------- | ------------------- | --------------------------- | ---------------------- | ---------------------- |
| Varna       | Salto               | Tijana Korent               | Gréta Mayer            | Bengisu Yıldız         |
| Varna       | Barras Assimétricas | Zsófia Kovács               | Djenna Laroui          | Barbora Mokošová       |
| Varna       | Trave               | Bettina Lili Czifra         | Tina Zelcic            | Naomi Visser           |
| Varna       | Solo                | Silane Mielle               | Maddison Hajjar        | Emma Ross              |
| Tel-Aviv    | Salto               | Georgia Godwin              | Csenge Bácskay         | Morgane Osyssek-Reimer |
| Tel-Aviv    | Barras Assimétricas | Barbora Mokošová            | Georgia Godwin         | Margaux Dandois        |
| Tel-Aviv    | Trave               | Marine Boyer                | Ana Pérez              | Léa Franceries         |
| Tel-Aviv    | Solo                | Georgia Godwin              | Morgane Osyssek-Reimer | Alba Petisco           |
| Osijek      | Salto               | Georgia Godwin              | Csenge Bácskay         | Denelle Pedrick        |
| Osijek      | Barras Assimétricas | Naomi Visser                | Georgia Godwin         | Barbora Mokošová       |
| Osijek      | Trave               | Georgia Godwin              | Barbora Mokošová       | Tina Zelčić            |
| Osijek      | Solo                | Georgia Godwin              | Denelle Pedrick        | Floor Slooff           |
| Mersin      | Salto               | Oksana Chusovitina          | Bengisu Yildiz         | Ceren Biner            |
| Mersin      | Barras Assimétricas | Anna Lashchevska            | Rose-Kaying Woo        | Sara Šulekić           |
| Mersin      | Trave               | Anna Lashchevska            | Rose-Kaying Woo        | Nikolett Szilágyi      |
| Mersin      | Solo                | Sevgi Kayisoglu             | Bengisu Yildiz         | Lucija Hribar          |
| Szombathely | Salto               | Gréta Mayer                 | Alice Vlková           | Pranati Nayak          |
| Szombathely | Barras Assimétricas | Zója Székely                | Yelyzaveta Hubareva    | Bettina Lili Czifra    |
| Szombathely | Trave               | Anna Lashchevska            | Yelyzaveta Hubareva    | Alice Vlková           |
| Szombathely | Solo                | Soňa Artamonova             | Bettina Lili Czifra    | Alice Vlková           |
| Paris       | Salto               | Alexa Moreno                | Georgia Godwin         | Coline Devillard       |
| Paris       | Barras Assimétricas | Mélanie de Jesus dos Santos | Rebeca Andrade         | Kaylia Nemour          |
| Paris       | Trave               | Marine Boyer                | Kaylia Nemour          | Flávia Saraiva         |
| Paris       | Solo                | Mélanie de Jesus dos Santos | Jade Barbosa           | Alexa Moreno           |